# اورسولا گرابلی
اورسولا گرابلی (آلمانی: Ursula Grabley; ۸ دسامبر ۱۹۰۸ – ۳ آوریل ۱۹۷۷) هنرپیشه اهل آلمان بود.
از فیلم‌ها یا برنامه‌های تلویزیونی که وی در آن نقش داشته‌است می‌توان به گرگ‌ومیش اشاره کرد.